# 名駅地下街サンロード
名駅地下街サンロード（めいえきちかがいサンロード）とは、愛知県名古屋市中村区名駅にある地下街である。「名古屋地下街株式会社」が運営する。

## 概要
1957年（昭和32年）3月18日に開業した日本最古の本格的地下街である。本地下街の下を走る名古屋市営地下鉄1号線（地下鉄東山線）の同年11月15日の開通に先立つ形のスタートであった。開業時は単に「ナゴヤ地下街」と呼ばれ、「モグラのチカちゃん」というマスコットも生まれた。1964年（昭和39年）9月に第二次工事、1969年（昭和44年）10月に第三次工事が完成し地下街の拡張が行われている。1972年（昭和47年）11月の大規模改修工事完了を機として同年12月より「サンロード」に名称変更された。1990年代に「ナゴヤ地下街サンロード」の名称を「名駅地下街サンロード」に変更している。
所在地は名古屋駅地下鉄改札南口の南側、名駅通の地下にあたり、2013年（平成25年）2月現在においては名鉄名古屋駅、近鉄名古屋駅、名鉄バスセンター、ミッドランドスクエア、モード学園スパイラルタワーズ等に囲まれた立地となっている。本地下街は、地下掘削の総工事費削減を主な目的として地下鉄東山線の路線と同時に建設されたため、開業時に建設された通路は地下鉄線路に沿った形で大きくカーブしているのが特徴である。
南東側ではミヤコ地下街とキタチカ、北側ではメイチカ、西側ではフードターミナル（連絡街）のように、複数の地下街と接続する。

## 名古屋地下街株式会社
本地下街を建設、運営する名古屋地下街株式会社は、地下街開業に先立つこと4年前の1953年（昭和28年）8月26日に資本金400万円で設立された。設立時の社長は前中部日本新聞社社長の杉山虎之助、専務は前復興建設技術協会中部支部長の花井又太郎であり、取締役に毎日新聞社、トヨタグループ、名鉄といった周囲にビル建設を計画していた企業の代表者が名を連ねる形の出発であったとされる。
名古屋地下街株式会社は「名古屋地下街株式会社は名古屋駅前より笹島電停に至る道路下を利用して一大地下街を建設し駅前に於ける交通の混乱を除去し合わせて広壮豪華な商店街をアミューズメントセンターたらしめんものとするものであります。（後略）」（名古屋地下街株式会社設立趣意書より引用）として、地下街建設による地上の渋滞の解消・交通事故発生の防止と、地下街を中心とした周辺地域の活性化を狙って設立されている。設立以後、会社が上げた利益は地下街の環境整備に充当され、それによる地下街通行者の増加が利息であるとの考え方に立っており、2007年（平成19年）時点まで株主に対する配当は実施していない。
2015年（平成27年）現在、代表取締役社長は甲斐政司。賃借権の譲渡及び転貸を容認している。

## 所在地
- 愛知県名古屋市中村区名駅四丁目7番25号先 - 2013年（平成25年）現在において、名駅四丁目7番全体にミッドランドスクエアが立地している。

## 備考
1960年代半ばより中部日本放送（CBCテレビ）では主に平日10〜11時台に地下街内の店舗数店の輪番制によるスポットCM（店舗の全体像を撮影した写真パネルが画面上に映し出され、それを背景にアナウンサーによる宣伝コメントが流れるというスタイルの静止画テレビCM）が放送されていることでも有名（1990年代初頭までは夕方・昼間のドラマ再放送枠の時間帯にも同様のスポットCMを多く放送していた）。
そしてかつて｢ウルトラファイト」やハンナ・バーベラプロダクション制作の作品（土曜日午後に放送していた『サンロード 土曜まんが』が有名）のスポンサーもしていてその際も上記の方式でCMを流していた。
また、場内には日本では珍しい、有料トイレ（料金10円）があった。現在は無料化されている。

## CMソング
- 「ナゴヤ地下街の歌」 作詞：阿木由紀夫、作曲：桜井順、監修：三木鶏郎、歌：楠トシエ[10]。
  - 『駅前シンフォニー』 ＃9 地下街誕生、CMソングも （ maimai - 毎日新聞中部本社Web 2002年10月24日）